# Argentinisch-Deutsche Militärkooperation
Die deutsch-argentinische Militärkooperation bestand zum einen im Austausch bei der Ausbildung von Offizieren (von 1900 bis 1944), zum anderen in deutschen Waffenexporten nach Argentinien  (vom letzten Drittel des 19. Jahrhunderts bis zum Ersten Weltkrieg).

## Deutsche Offiziere als Lehrer an derEscuela Superior de Guerraund als Militärberater
Am 7. März 1900 wurde von Präsident Julio Argentino Roca die Escuela Superior de Guerra (Kriegsschule) in Buenos Aires eröffnet. Die Vorarbeiten für deren Gründung hatte General Luis María Campos geleistet. Ihr erster Dekan war der deutsche Oberst (und spätere General) Alfred Arent. Auch vier der ersten zehn Dozenten waren deutsche Offiziere. Der argentinische Militärattaché in Berlin hatte sie angeworben. Unterrichtet wurden Kriegsgeschichte, allgemeine und Militärgeografie, Topografie, militärische Planspiele, Taktik, Heeresorganisation, Waffenkunde und Ballistik, Festungsbau usw.

### Die deutschen Dozenten derEscuela Superior de Guerra
Folgende deutsche Offiziere waren an der Escuela Superior de Guerra tätig:
| Vollständiger Name                 | Beginn | Ende |
| ---------------------------------- | ------ | ---- |
| Alfred Arent                       | 1899   | 1902 |
| Hans von Below                     | 1906   | 1910 |
| Günther Bronsart von Schellendorff | 1900   | 1904 |
| Edwin Brüggerman Ferno             | 1911   | 1914 |
| Hermann Denk                       | 1911   | 1914 |
| Wilhelm Faupel                     | 1911   | 1914 |
| Georg Felgenhauer                  | 1899   | 1902 |
| Franz von Gagern                   | 1913   | 1914 |
| Friedrich von der Goltz            | 1907   | 1911 |
| Friedrich Heussler                 | 1911   | 1914 |
| Johann Kestens                     | 1904   | 1908 |
| Eberhard F. F. Kintzel             | 1903   | 1906 |
| Herbert von Kleist                 | 1906   | 1906 |
| Rollo von Kornatzki                | 1900   | 1902 |
| Wilhelm Hans Kretzschmar           | 1907   | 1912 |
| Karl von Lücken                    | 1906   | 1910 |
| Gustav Adolf E. Moshack            | 1903   | 1906 |
| Etienne Perrinet von Thauvenay     | 1907   | 1911 |
| Herrmann von Pfistermeister        | 1913   | 1914 |
| Alfred W. Poten                    | 1909   | 1914 |
| Ernst Pusch                        | 1909   | 1912 |
| Albrecht Reinecke                  | 1906   | 1911 |
| Heinrich-Unico von Ripperda-Cosyn  | 1900   | 1902 |
| Richard Schlegner                  | 1911   | 1912 |
| Bertrand Schunck                   | 1899   | 1902 |
| Hans Weiland                       | 1911   | 1914 |
| Hans Wilde                         | 1912   | 1914 |

### Dominanz deutscher Reformprogramme für Argentinien
Umgekehrt kamen zwischen 1902 und dem Ausbruch des Ersten Weltkriegs – Militärattachés, Armeeärzte und junge Kadetten mitgerechnet – 196 Offiziere nach Deutschland. Sie wurden in verschiedene deutsche Regimenter und Einheiten abkommandiert, auch in die Preußische Kriegsakademie, die Militärtechnische Akademie, auf Schießplätze und zu Manövern. Ein hoher Anteil der nach Deutschland entsandten Offiziere (59 der 196) stiegen später bis in den Generalsrang auf. Zwei wurden Generalstabschefs, einer, José Félix Uriburu, nach einem Militärputsch argentinischer Präsident.
Nachdem Deutschland vor allem seit 1907 mit militärischen Kooperationen in Argentinien Fuß gefasst hatte, war das nächste Ziel, daraus auch politisches und wirtschaftliches Kapital zu schlagen. Die hier immer noch bestehende Vorherrschaft Großbritanniens sollte gebrochen, um damit dann eigene Ziel verfolgen zu können. Anfang 1910 war aus Anlass der Hundertjahrfeier zur Unabhängigkeit Argentiniens von der spanischen Kolonialmacht die Entsendung eines deutschen General befürwortet worden. Dieser Besuch hatte eine politische und eine militärische Bedeutung. So waren in den letzten Jahren die wirtschaftlichen Beziehungen zu Deutschland gefestigt und das argentinische Heer befand sich in der Umstrukturierung. Unter den als deutsche Instrukteure im Land weilenden deutschen Offiziere befand sich auch der Sohn des Generaloberst Colmar von der Goltz, Friedrich von der Goltz (1873–1945). Am 25. Mai 1910 wurde er ausgewählt, Deutschland in Argentinien zu vertreten und im Namen des Kaisers die Glückwünsche aussprechen zu dürfen. Dazu wurde er in den Rang als „außerordentlicher deutscher Gesandter“ erhoben. Daneben war es Ziel, zur weiteren Unterstützung Argentinien, Bolivien und Chile deutsche Hilfe in Form von militärischen, wirtschaftlichen und wissenschaftlichen Reformprogrammen anzubieten.
Dieser Schritt gelang 1910 durch ein klar umrissenes Besuchsprogramm, vorbereitet und begleitet durch die deutsch-argentinische Presse. Nach seiner Rückkehr erstattete von der Goltz Bericht bei Kaiser Wilhelm II. und betonte darin, dass, es gelungen war viele Anreize für deutsche Einwanderung zu schaffen  und Investitionen der deutschen Wirtschaft für das Land zu fördern. Damit war Deutschland neben den USA, in Argentinien in harte Konkurrenz mit Großbritannien getreten, den dortigen Vorherrschaftsplatz streitig zu machen.

### Nach dem  Ersten Weltkrieg: Wilhelm Faupel als Militärberater in Argentinien
Während des Ersten Weltkrieges wurde der Militäraustausch unterbrochen. Von 1921 bis 1928 war Wilhelm Faupel Militärberater in Argentinien. Einer seiner Kadetten war Juan Perón. Faupel genoss die Protektion von José Félix Uriburu, damals Inspector General del Ejército, dessen Lehrer er an der Escuela Superior de Guerra gewesen war. Ab 1926 war der Cousin von Ernst-Robert Grawitz, Paul Busse-Grawitz in Argentinien tätig.

## Waffenlieferungen aus Frankreich und dem Deutschen Reich
Brasilien, Peru und Uruguay verfügten über französische Militärmissionen und kauften dementsprechend ihre Waffen in Frankreich. Argentinien, Chile und Ecuador hatten bis 1928 Waffenlieferverträge mit deutschen Waffenherstellern und warben in Berlin um Militärberater. Argentinien kaufte von 1864 bis 1913:
- 125.000 Gewehre und Karabiner Modell 1889, 236.000 Modell 1891 und 157.000 Modell 1909 bei Mauser
- 1.433 Kanonen bei Krupp
- dazu Munition, Sprengstoffe, Zünder, Hülsen, Treibpulver, Bajonette, Ferngläser usw.[3]

Argentinien stockte seine Waffenkäufe auf, als es schon bald nach Abschluss des Grenzvertrages von 1881 mit Chile zum Streit um den Grenzverlauf am Beagle-Kanal und zum Beagle-Konflikt kam. In den 1890er Jahren wurde die Bewaffnung der argentinischen Armee nahezu ausschließlich bei deutschen Herstellern gekauft.
Seit 1923 wurde die Do J als Militär-Wal mit Rolls-Royce „Eagle“-Motoren auch an Argentinien geliefert.